# Le’a Nas
Le’a Nas (hebr.: לאה נס, ang.: Lea Nass , ur. 27 grudnia 1961) – izraelska biochemik, samorządowiec i polityk, w latach 2009–2013 wiceminister ds. emerytów, latach 2003–2006 i 2009–2013 poseł do Knesetu.

## Życiorys
Urodziła się 27 grudnia 1961 w Izraelu.
Uzyskała doktorat z biochemii, w latach 1982–1991 była wykładowcą Uniwersytetu Bar-Ilana w Ramat Ganie.
Specjalizowała się w ruchliwości plemników, była autorką artykułów na ten temat publikowanych w międzynarodowych czasopismach. Działała w organizacjach charytatywnych. W latach 1993–2003 zasiadała w radzie miejskiej Giwat Szemu’el i w jego zarządzie. W 1998 oraz w latach 2002–2003 była wiceburmistrz miasta, odpowiedzialną za sprawy środowiskowe i sanitarne.
W wyborach w 2003 została wybrana posłem z listy Likudu. W szesnastym Knesecie przewodniczyła komisji nauki i technologii oraz podkomisji ds. zagrożeń środowiska, zasiadała także w komisji spraw wewnętrznych i środowiska. W 2006 utraciła miejsce w parlamencie, do którego wróciła trzy lata później. 1 kwietnia 2009 dołączyła do powstałego dzień wcześniej drugiego rządu Binjamina Netanjahu jako wiceminister ds. emerytów w resorcie kierowanym przez samego premiera. Pozostała na stanowisku do 5 lutego 2013. W wyborach w 2013 ponownie utraciła miejsce w parlamencie.